# Knuckle curve

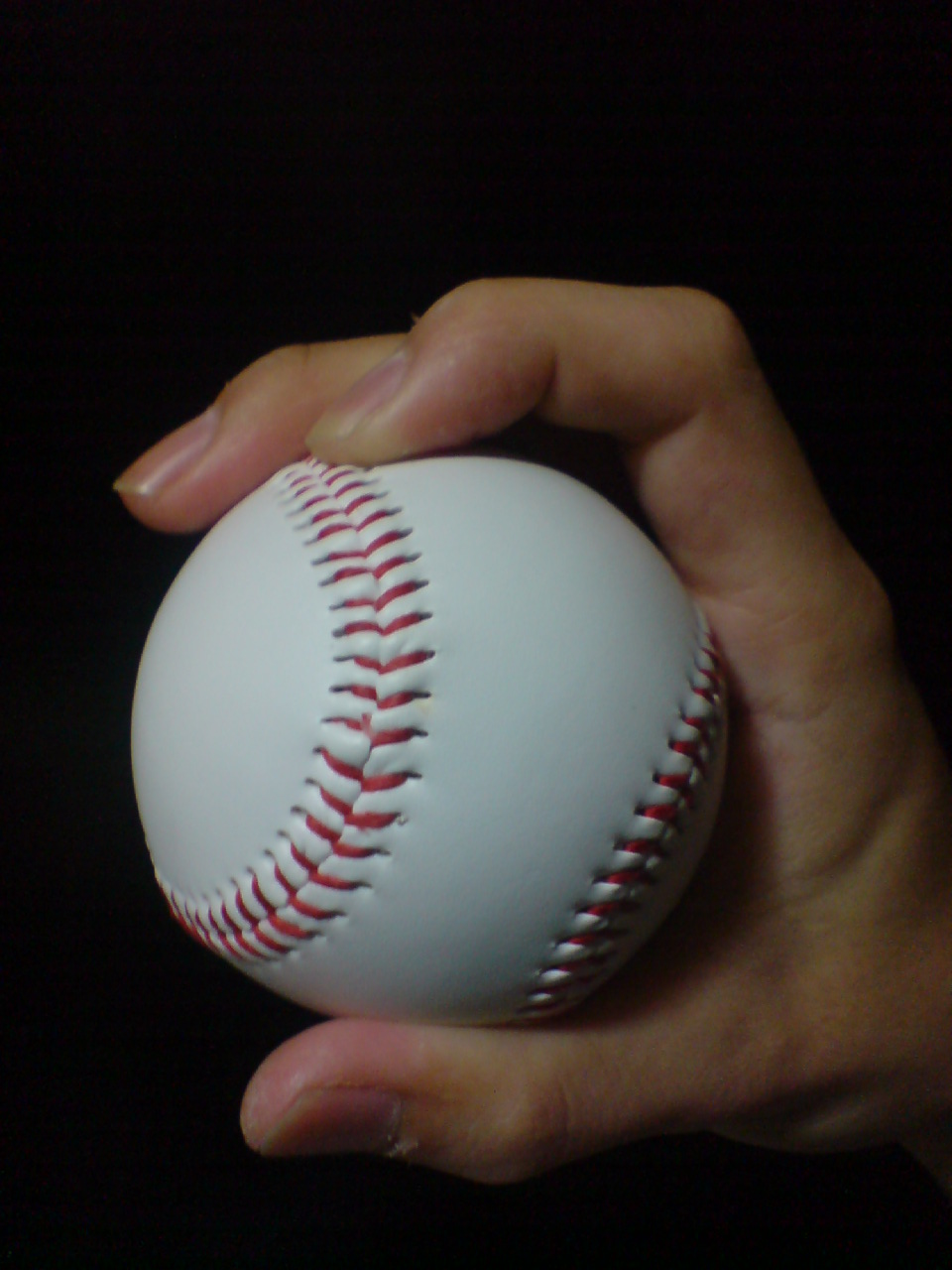
Fingerhaltung eines Knuckleball

Der Knuckle curve (Kofferwort aus Knuckleball und Curveball) ist eine Sammelbezeichnung für drei verschiedene Wurftechniken eines Pitchers im Baseball.
- Der „naheliegende“ Knuckle curve ist ein Wurf, in der der Ball mit der Wurfbewegung eines Curveball, aber mit der gekrümmten Fingerhaltung eines Knuckleball geworfen wird. Hierbei wird der Effet eines Curveball mit der trudelnden Flugbahn eines Knuckleballs verbunden. Dieser Pitch ist einer der Lieblingswürfe von u. a. Mike Mussina und Jonathan Sanchez.
- Eine zweite Variante ist ein schneller Curveball, der mit einem nur leichten Knuckleball-Griff geworfen wird: diese Technik hat weniger Drall und weniger Trudelbewegung als die erste Variante, ist aber schneller. Dieser Pitch wurde u. a. von Burt Hooton eingesetzt.
- In der dritten Variante wird der Ball mit der gekrümmten Fingerhaltung eines Knuckleball, mit dem „weichen“ Handgelenk eines Curveballs, aber mit der Armbewegung eines Fastballs ausgeführt. Trotz „gerader“ Wurfbewegung hat dieser Pitch den Drall eines Curveballs und das Trudeln eines Knuckleballs. Insbesondere Hoyt Wilhelm war für diese Variante bekannt.